# وليام درايتون
وليام درايتون (بالإنجليزية: William Drayton)‏ (و. 1776 – 1846 م) هو سياسي، ومحامي من الولايات المتحدة الأمريكية . ولد في سانت أوغستين، فلوريدا . تولى منصب أعضاء مجلس النواب الأمريكي .
وهو عضو في Jacksonian Democracy، والحزب الديمقراطي الأمريكي .
توفي في فيلادلفيا، بنسيلفانيا .

## معرض صور

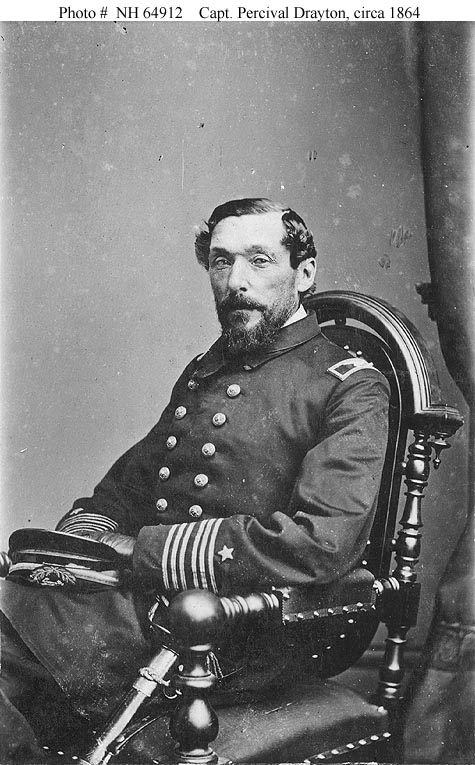
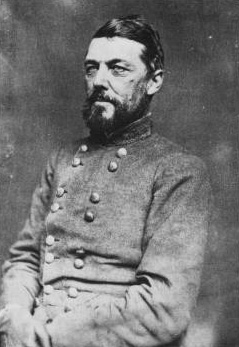
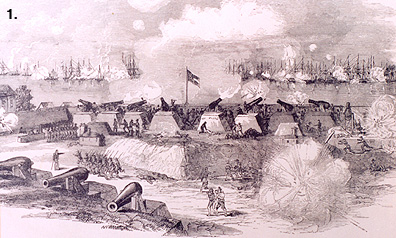